# بشير سفار أغلو
بشير سفار أوغلو سفاروف (بالأذربيجانية: Bəşir Səfər oğlu Səfərov) - الممثل المسرحي واسينمائي الأذربيجاني، فنان الشعب في جمهورية أذربيجان الاشتراكية السوفيتية (1968).

## حياته ومشواره المهني
ولد بشير سفار أغلو في 11 مارس، عام 1925 في باكو. نشأ في عائلة فقيرة وبسبب هذا ترك المدرسة الثناوية بعد سبعة سنوات. ولعب بشير أدوار صغيرة في المسارح المحلية.
في أواخر عام 1941، بشير سفار أغلو ذهب إلى الحرب مع النازيين وفي 1942 عاد من احرب بمتلازمة ما بعد الارتجاج.
شارك بشير سفار أغلو بأدوار في أوبريت كلاسيكي من ملحنين زولفوقار حجيبايوف وعزير حاجبايوف، وخاصة في أدوارهجائية، فكاهية مختلفة في الكوميديا الموسيقى من الملحنين العصرية.
أدواره الرئيسية في إبداعه التمثيل: موحسون، أسطر محرم، قوجو عسكار، مشادي عباد، قدير وجولومساروف، حاجي قارى، كازبيك، موختار باي، علي دينمازوف، حاجي كريم، قوجو، مورتوزوف، رئيس الشرطة، سبرلي.
أطلق المخرج رؤوف كاظموفسكي على الفيلم الوثائقي الذي يحمل الاسم نفسه عن بشير سفار أوغلو.
حصل بشير سفار أوغلو على لقب تكريم الفنان في جمهوريم أذربيجان، في 29 يونيو، عام 1964 وعلى اللقب الفخري فنان الشعب في 25 يونيو، عام 1968، وفقا خدماته المتميزة في تاريخ السينما في أذربيجان.
توفي بشير سفاروغلو في باكو في 23 مارس، عام 1969، عندما كان 44 عاما من عمره. 
هو والد فنانة الشعب في جمهورية أذربيجان آفاق بشير قيزي.

## فيلموغرافية
- مزارع جماعي في «أيكون» 1960
- جميل في «قصة غريبة» -1961
- سكران أحمد في فيلم «أين أحمد؟»-1963
- أولدز (النجم) - البروفسور غولوماروف-1964
- خوجة نصرالدين في «12 قبورة خوجة نصرالدين»-1966
- ضياء في «الحياة شيء جيد يا أخي!»-1966